# جوائز كانون ميديا 2014
استضافت جمعية ناشري الصحف النيوزيلندية جوائز كانون ميديا لعام 2014 يوم الجمعة 9 مايو2014 في فندق بولمان في أوكلاند، نيوزيلندا. جريدة من السنة كان دومينيون بوست، والمراسلة من السنة كان أندريا فانس من فيرفاكس أوساط مكتب سياسيّة.
في أغسطس 2014، كانت هناك دعوات لسحب جائزة كانون ميديا لأفضل مدونة التي قدمت إلى كاميرون سلاتر في حفل توزيع جوائز كانون ميديا لعام 2014 بسبب مزاعم تورط المتلقي في المخالفات السياسية كما نُشرت في نفس الشهر في كتاب«السياسة القذرة». ولم تسحب جمعية ناشري الصحف الجائزة، وأصدرت بياناً مفاده أن الادعاءات المقدمة في«السياسة القذرة» لا تشكل أدلة كافية أو دليلاً على ارتكاب مخالفات.

## فائزون

### تصوير
- مصور صحفي للعام ريتشارد روبنسون (نيوزيلندا هيرالد)
- المصور الصحفي للناشئين لعام ألدن ويليامز (بريد نيلسون)
- أفضل صورة أخبار كريغ سيمكلوكس (ودومينيون بوست)
- أفضل فيلم رياضي إيوان ماكريغور (الصحافة)
- أفضل صورة هانك جونسون (غيتي)
- أفضل ميزة الصورة ستيفن باركر (روتوروا ديلي بوست)

- أفضل صورة مقال / عرض الشرائح بريت فيبس (نيوزيلندا هيرالد)

### عبر الإنترنت
- أفضل تغطية إخبارية الأنباء الرقمية العاجلة nzherald.co.nz
- أفضل ابتكار في رواية القصص المتعددة الوسائط Stuff.co.nz – فقدت في سحابة بيضاء طويلة
- أفضل ابتكار في مجال التكنولوجيات الجديدة فيفا (نيوزيلندا هيرالد)
- أفضل تفاعل بين المجتمع الرقمي تقرير وليينغتون (صحيفة دومينيون بوست)
- أفضل فيديو مايك سكوت (Waikato تايمز / stuff.co.nz)
- أفضل مدونة كاميرون سلاتر (زيت الحوت)
- أفضل موقع إخباري stuff.co.nz

- أفضل موقع على شبكة الإنترنت(ياهو نيوزيلندي)

### مجالات
- أفضل مجلة كشك لجرائد (مترو)
- أفضل التجارة / مجلة مهنية نيوزيلندا طبيب
- أفضل مجلة تصميم الذوق
- أفضل مجلة تغطية الصفحة الرئيسية
- مجلة ميزة الكاتب من السنة ستيف Braunias (مترو)
- مجلة ميزة الكاتب الأعمال والسياسة ريبيكا ماكفي (المستمع نيوزيلندا)
- مجلة ميزة الكاتب الجريمة والعدالة ستيف Braunias (مترو)
- مجلة ميزة الكاتب الصحة والتعليم كاثرين Woulfe (المستمع نيوزيلندا)
- مجلة ميزة الكاتب العلوم والبيئة مايك وايت (الشمال والجنوب)
- مجلة ميزة الكاتب الفنون والترفيه دنكان Greive (مترو)
- مجلة ميزة الكاتب الرياضة دنكان غريف (مترو)
- مجلة ميزة الكاتب العام أماندا كروب (الشمال والجنوب)

### صحف
- كانون صحيفة العام ودومينيون بوست
- صحيفة العام (بالإضافة إلى 30,000 تداول) صحيفة دومينيون بوست
- صحيفة العام (حتى 30,000 توزيع) المحامي الشمالي
- صحيفة الأسبوعية من السنة عطلة نهاية الأسبوع هيرالد
- صحيفة المجتمع من السنة نورث شور تايمز
- أفضل تصميم صحيفة نيوزيلندا هيرالد
- أفضل صحيفة إدراج مجلة المهلة (نيوزيلندا هيرالد)
- مراسلة العام أندريا فانس (المكتب السياسي لفيرفاكس)
- مراسل جونيور للسنة سام بوير (ودومينيون بوست)
- الإقليمية / المجتمع مراسلة العالم ساندرا كونشي (خليج الكثير تايمز)
- مراسل السياسة أندريا فانس (المكتب السياسي فيرفاكس)
- مراسل الأعمال دنكان بريدجمان (مراجعة الأعمال الوطنية)
- مراسل الجريمة والعدالة آنا ليسك (نيوزيلندا هيرالد)
- مراسل الصحة والتعليم ديفيد فيشر (نيوزيلندا هيرالد)
- رسام الكاريكاتير من السنة روي ايمرسون (نيوزيلندا هيرالد)

## جدل كاميرون سلاتر
في أغسطس 2014، بعد نشر كتاب هاغر السياسة القذرة الذي زعم تورط كاميرون سلاتر في المخالفات السياسية، كانت هناك دعوات من وسائل الإعلام عبر الإنترنت لسحب جائزة سلاتر الإعلامية الكنسية لأفضل مدونة. غير أن جمعية ناشري الصحف أصدرت بيانا قالت فيه إن الجائزة لن تسحب. وقال مدير التحرير في الجيش الشعبي الجديد ريك نيفيل "إن المبرر الوحيد حتى للنظر في هذا سيكون إذا قدمت أدلة ملموسة من أساليب غير قانونية أو غير أخلاقية للغاية بعد أن استخدمت للحصول على قصة لين براون. وقد أدلى هاجر عدد من الادعاءات ولكن هذه ليست هي نفسها كدليل أو دليل.